# Житие Александра Невского (фильм)
«Житие Александра Невского» — советский исторический фильм о последних днях Александра Невского.

## Сюжет
Последние дни жизни князя Александра, который возвращается из Орды во Владимир. В пути князю становится плохо. Временами к нему возвращается сознание — и прошлое не даёт покоя…

## В ролях
- Анатолий Горгуль — князь Александр Невский
- Виктор Поморцев — отец Таврион
- Вацлав Дворжецкий — митрополит Кирилл
- Асанбек (Арсен) Умуралиев — хан Батый
- Александр Ческидов — Протасий
- Юрий Алексеев
- Пётр Юрченков-старший
- Людмила Карауш
- Есболган Отеулинов — хан Берке
- Сергей Сметанин
- Ментай Утепбергенов
- Алексей Горбунов